# Ernst von Sydow (jurist)
Ernst Fredrik Nicolaus von Sydow, född den 19 juni 1859 i Växjö, död den 11 juli 1930 i Sunne, var en svensk jurist. Han var son till Fredrik von Sydow.
von Sydow blev student vid Lunds universitet 1877, avlade juris utriusque kandidatexamen där 1883, blev student vid Uppsala universitet sistnämnda år och var docent i fäderneslandets gällande civilrätt vid Lunds universitet 1884–1886. Han blev vice häradshövding 1885, tillförordnad fiskal i Skånska hovrätten samma år, adjungerad ledamot där 1887, notarie 1890, ordinarie fiskal samma år, assessor 1892 och hovrättsråd 1901. von Sydow var  tillförordnad revisionssekreterare 1896–1897 och häradshövding i Fryksdals domsaga 1902–1929. Han blev riddare av Nordstjärneorden 1901 och kommendör av andra klassen av samma orden 1917. von Sydow vilar på Gamla kyrkogården i Sunne.